# Austrorhytida capillacea
Austrorhytida capillacea är en snäckart som först beskrevs av Ferussac 1832.  Austrorhytida capillacea ingår i släktet Austrorhytida och familjen Rhytididae. Inga underarter finns listade i Catalogue of Life.